# Ferdinand-von-Richthofen-Medaille
Die Ferdinand-von-Richthofen-Medaille wurde ab 1933 durch die Gesellschaft für Erdkunde vergeben, die sie auch gestiftet hat. Sie wurde später durch den Deutschen Arbeitskreis für Geomorphologie vergeben, zuletzt durch die Deutsche Gesellschaft für Geomorphologie, die 2021 aus dem Arbeitskreis hervorging. Die Medaille wird für hervorragende Verdienste auf dem Gebiet der geographischen Forschung verliehen.
Ihr Namensgeber Ferdinand von Richthofen (1833–1905) war ein  bedeutender deutscher Geograph (Kartograph und Forschungsreisender) aus dem Adelsgeschlecht der Richthofen.

## Stufen
Die Ferdinand-von-Richthofen-Medaille wird nach 1933 nur in Gold verliehen. 1933 erfolgte einmalig eine Vergabe in Silber an Ernst Tiessen, den Herausgeber des Nachlasses von Ferdinand von Richthofen.

## Träger der Medaille
- 1933 – Alfred Philippson (Ägäis); Erich von Drygalski (Gauß-Expedition); Sven Hedin (Zentralasien-Expedition)
- 1938 – Adolf Hoel (Polarforschung)
- 1951 – Hans Petterson (Tiefsee-Expedition)
- 1953 – Karl Maria Herrligkoffer (Nanga Parbat)
- 1958 – Vivian Fuchs (Durchquerung der Antarktis)
- 1962 – Hans Mortensen (Geomorphologie)
- 1972 – Hans Poser (Arktis-, Periglazial- und Fremdenverkehrsforschung)
- 1978 – Herbert Louis (Geomorphologie)
- 1983 – Albert Kolb (Ostasienforschung, Länderkunde)
- 2005 – Dietrich Barsch (Geomorphologie)
- 2013 – Frank Ahnert (Geomorphologie); Horst Hagedorn (Geomorphologie); Jürgen Hagedorn (Geomorphologie)
- 2018 – Wilfried Haeberli (Permafrost und Geodynamiken)
- 2021 – Jürgen Hövermann (Geomorphologie)
- 2024 – Richard Dikau (Geomorphologie)